# José Vázquez Castillo
José Vázquez Castillo (Tánger, 20 de junio de 1939-Málaga, 1 de marzo de 2009), más conocido como Pepe Vázquez, fue un empresario y político socialista español, alcalde de la ciudad de San Roque desde el 13 de junio de 1999 al 15 de mayo del 2000, y posteriormente, desde el 15 de junio de 2003 hasta su fallecimiento.

## Biografía
Nació en Tánger —cuando era Zona Internacional—, aunque pasó la mayor parte de su vida en San Roque. Se inició en la política en las filas del Partido Socialista Popular de Enrique Tierno Galván, pasando a formar parte del PSOE después de que su partido fuera absorbido por este en 1978.

Su primera aparición en el Ayuntamiento de San Roque data del año 1979, en el que fue elegido concejal de Hacienda, Patrimonio y Deporte en la primera corporación democrática tras la caída de la dictadura. Ejerció su cargo hasta su retirada de la política en 1983.

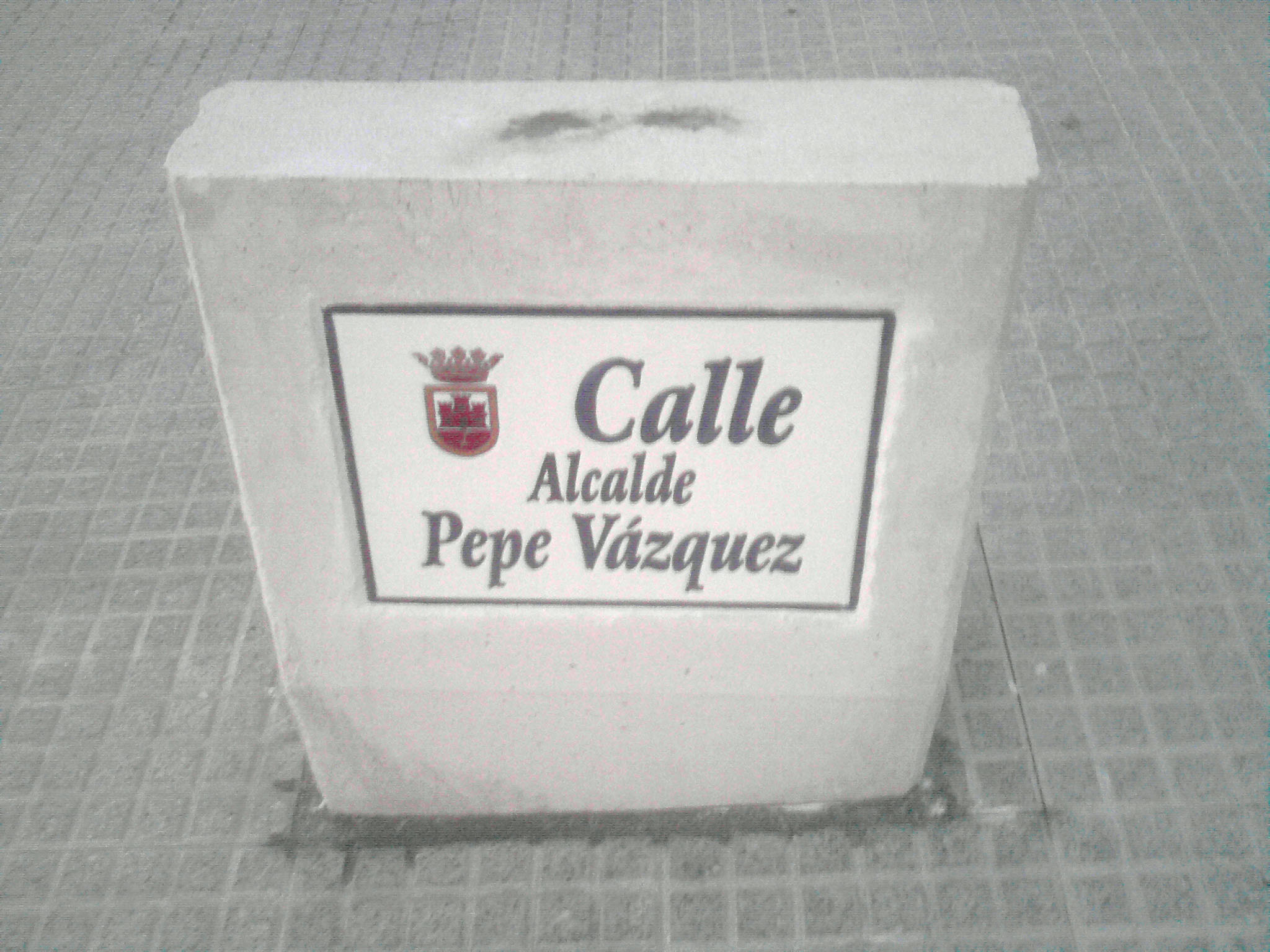
Calle Alcalde Pepe Vázquez en San Roque.

Regresó a la actividad en 1999, presentándose como candidato a la alcaldía en las elecciones municipales. Su partido, el PSOE, ganó los comicios, pero una moción de censura presentada por el PP y el GIL le obligó a abandonar el mando del municipio nada más tomarlo.
Volvió a ser candidato en las elecciones de 2003, alcanzando la alcaldía gracias a un pacto con el partido municipalista Unidad por San Roque. Consiguió el bastón de mando por unanimidad de los concejales de la Corporación Municipal en la votación de investidura. Cuatro años después, mantuvo la alcaldía al ganar en las elecciones municipales de 2007.
En sus últimos meses como dirigente del municipio, debido a un cáncer, cedió el mando a su teniente de alcalde, el municipalista José Antonio Ledesma, el cual presidió el municipio como alcalde accidental.  Falleció el 1 de marzo de 2009 en el Hospital Clínico Universitario Virgen de la Victoria de Málaga a causa de una parada cardiorrespiratoria mientras era intervenido por el personal del centro médico. Su fallecimiento dio lugar a la suspensión a las celebraciones del carnaval de 2009 en señal de luto.
El Ayuntamiento de San Roque dedicó, a título póstumo, una calle con el nombre del difunto alcalde, entre el Camino del Almendral y la Barriada de la Paz del casco urbano de la ciudad. La calle fue inaugurada conmemorando el primer aniversario de la muerte de Pepe Vázquez.